# Département Hautes-Pyrénées
Das Département des Hautes-Pyrénées ist das französische Département mit der Ordnungsnummer 65. Es liegt im Süden des Landes an der spanischen Grenze in der Region Okzitanien nördlich des  Pyrenäenhauptkamms.

## Geografie
Das Département Hautes-Pyrénées ist im Uhrzeigersinn umgeben von den Départements Pyrénées-Atlantiques, Gers und Haute-Garonne. Im Süden bildet der Hauptkamm der Pyrenäen die Staatsgrenze zur Autonomen Region Aragonien in Spanien. Wichtigster Fluss ist der Adour.
Das Departement hat zwei kleine Enklaven im benachbarten Departement Pyrénées-Atlantiques, westlich des Baches Carbouère. Die erste Enklave besteht aus den Gemeinden Villenave-près-Béarn, Escaunets und Séron; die zweite, südlich der ersten und von ihr durch die Gemeinde Saubole getrennt, besteht aus den Gemeinden Gardères und Luquet.

## Geschichte
Das Département wurde am 4. März 1790 hauptsächlich aus der gascognischen Grafschaft Bigorre gebildet, die im Norden und Osten erweitert wurde, vor allem durch Teile der Grafschaft Armagnac, der Grafschaft Comminges und der Vizegrafschaft Nébouzan.
Es gehörte von 1960 bis 2015 der Region Midi-Pyrénées an, die im Jahr 2016 in der neugeschaffenen Region Okzitanien aufging.

## Wappen
Beschreibung: In Gold zwei blaubewehrte und -gezungte laufende rote Löwen.

## Größte Städte
- Tarbes (ca. 40.000)
- Lourdes (ca. 14.000)

## Verwaltungsgliederung
| Arrondissement              | Kantone | Gemeinden | Einwohner 1. Januar 2022 | Fläche km² | Dichte Einw./km² | Code INSEE |
| --------------------------- | ------- | --------- | ------------------------ | ---------- | ---------------- | ---------- |
| Argelès-Gazost              | 3       | 87        | 37.449                   | 1.300,23   | 29               | 651        |
| Bagnères-de-Bigorre         | 4       | 170       | 48.361                   | 1.783,45   | 27               | 652        |
| Tarbes                      | 11      | 212       | 145.643                  | 1.380,36   | 106              | 653        |
| Département Hautes-Pyrénées | 17      | 469       | 231.453                  | 4.464,04   | 52               | 65         |

Siehe auch:

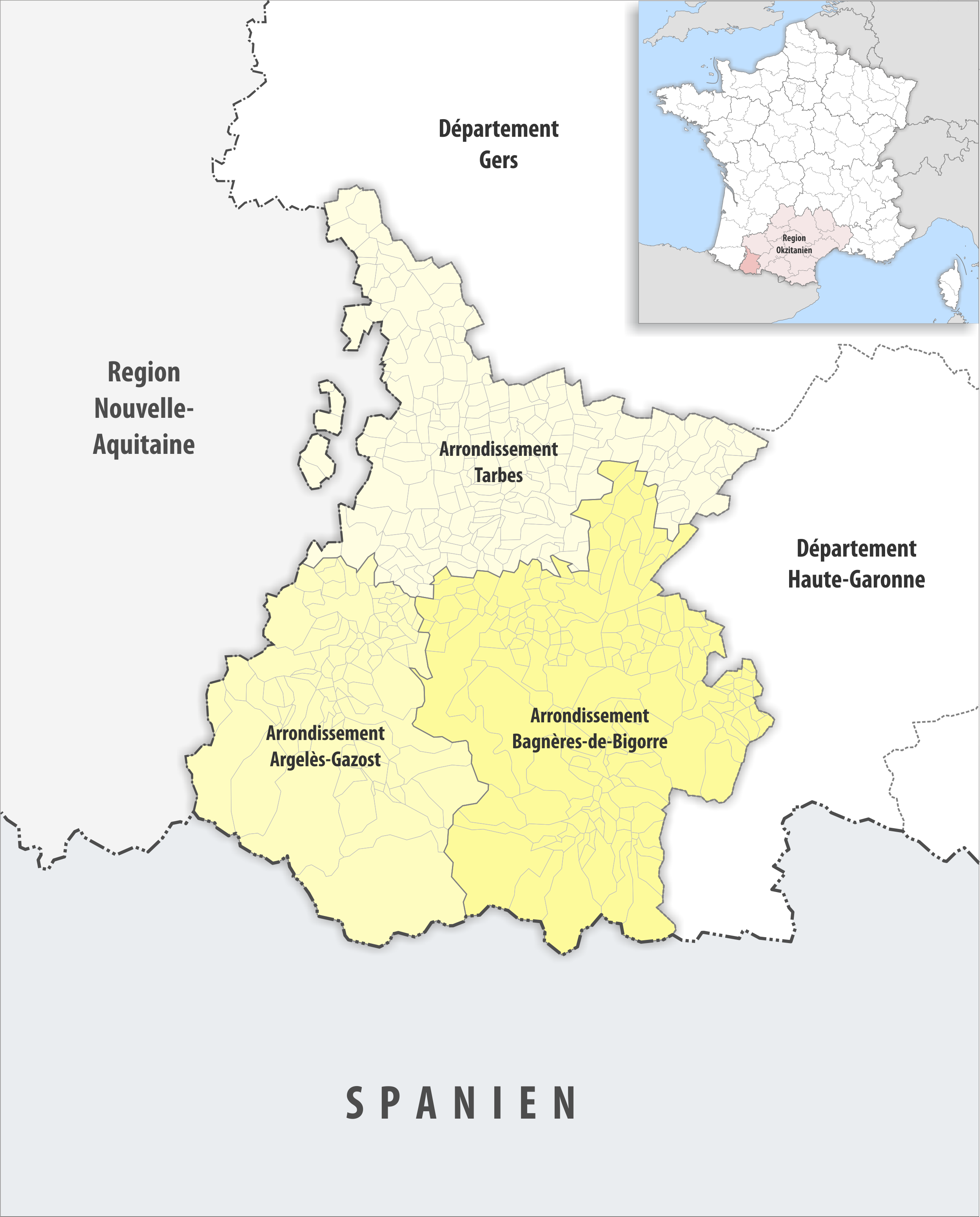
Gemeinden und Arrondissemente im Département Hautes-Pyrénées

- Liste der Gemeinden im Département Hautes-Pyrénées
- Liste der Kantone im Département Hautes-Pyrénées
- Liste der Gemeindeverbände im Département Hautes-Pyrénées